# São José do Cerrito
São José do Cerrito este un oraș în Santa Catarina (SC), Brazilia.